# گریتون (کالیفرنیا)
گریتون (به انگلیسی: Graton) یک منطقهٔ مسکونی در ایالات متحده آمریکا است که در شهرستان سونوما، کالیفرنیا واقع شده‌است. گریتون ۴٫۰۹۰ کیلومتر مربع مساحت و ۱٬۷۰۷ نفر جمعیت دارد و ۳۲٫۹۲ متر بالاتر از سطح دریا واقع شده‌است.